# Tegenaria maderiana
Tegenaria maderiana är en spindelart som beskrevs av Tord Tamerlan Teodor Thorell 1875. Tegenaria maderiana ingår i släktet husspindlar, och familjen trattspindlar.
Artens utbredningsområde är Madeira. Inga underarter finns listade i Catalogue of Life.